# Iwan Wysznewski
Iwan Jewhenowycz Wysznewski, ukr. Іван Євгенович Вишневський, ros. Иван Евгеньевич Вишневский, Iwan Jewgienjewicz Wiszniewski (ur. 21 lutego 1957 we wsi Myrolubiwka w obwodzie tarnopolskim, zm. 11 maja 1996 w Dniepropetrowsku) – ukraiński piłkarz, grający na pozycji obrońcy, reprezentant Związku Radzieckiego, trener piłkarski.

## Kariera piłkarska

### Kariera klubowa
Urodził się we wsi pod Tarnopolem i pierwsze lekcje piłki nożnej poznał na wiejskich boiskach. Ukończył Szkołę Zawodową. Potem poszedł służyć do wojska, gdzie bronił barw piłkarskiej drużyny jednostki. Po zwolnieniu z wojska poszedł pracować do zakładu "Kwadra" w Tarnopolu, gdzie również bronił barw amatorskiej zakładowej drużyny. W 1979 został zauważony przez skautów Nywy Winnica i w 1980 rozpoczął karierę piłkarską w tym klubie. W 1982 przeszedł do stołecznego klubu Spartak Moskwa, ale nie potrafił zagrać w nim i powrócił do Winnicy. W 1984 został piłkarzem Dnipra Dniepropetrowsk, w którym zdobył największych sukcesów. W końcu 1989 wyjechał do Turcji, gdzie bronił barw Fenerbahçe SK oraz Sarıyer GK. Przez ciągłe kontuzje był zmuszony zakończyć karierę piłkarską w 1992.

### Kariera reprezentacyjna
25 stycznia 1985 debiutował w reprezentacji Związku Radzieckiego w meczu towarzyskim z Jugosławią, przegranym 1:2. Łącznie rozegrał 6 gier reprezentacyjnych.

## Kariera trenerska
Po zakończeniu kariery piłkarskiej w 1993 rozpoczął pracę trenerską na stanowisku asystenta trenera w klubach Nywa Winnica oraz Dnipro Dniepropetrowsk. 11 maja 1996 zmarł w wieku 39 lat na raka skóry.

## Sukcesy i odznaczenia

### Sukcesy klubowe
- mistrz ZSRR: 1988
- wicemistrz ZSRR: 1987, 1989
- brązowy medalista Mistrzostw ZSRR: 1984, 1985
- zdobywca Pucharu ZSRR: 1989
- zdobywca Pucharu Federacji Piłki Nożnej ZSRR: 1986, 1989
- wicemistrz Tureckiej Super League: 1989/90

### Sukcesy indywidualne
- wybrany do listy 33 najlepszych piłkarzy ZSRR (nr 2): 1988

### Odznaczenia
- 1984: tytuł Mistrza Sportu ZSRR